# Micheil Meschistadion
Het Micheil Meschistadion (Georgisch: მიხეილ მესხის სტადიონი), ook bekend als het Lokomotivistadion, is een multifunctioneel stadion in de Georgische hoofdstad Tbilisi.
Het complex is vernoemd naar de in 1991 overleden voetballer Micheil Meschi en was de thuisbasis van de Georgische voetbalclub Lokomotivi Tbilisi, dat uitkwam in de hoogste divisie van het Kaukasische land, de Erovnuli Liga. Ook het Georgisch rugbyteam en het Georgisch voetbalelftal spelen geregeld wedstrijden in het stadion, dat een capaciteit heeft 27.233. Het stadion werd gerenoveerd in 2001 en is na het Boris Paitsjadzestadion het tweede grootste stadion van Georgië.
Het stadion zou in 2015 gebruikt worden voor de UEFA Super Cup, maar de wedstrijd werd later verplaatst naar het Boris Paitsjadzestadion.